# Мануїл Кантакузин
Мануїл Кантакузин (грец. Μανουήλ Καντακουζηνός; бл. 1326 — 1380) — 1-й деспот Мореї в 1349—1352 і 1354—1380 роках.

## Життєпис
Походив з роду Кантакузиних. Другий син Іоанна Кантакузина і Ірини Асені. Народився близько 1326 року в Містрі. Під час боротьби батька за владу з імператором Іоанном V відзначився у битвах, був деякий час заручником при дворі сербського короля Стефана Уроша IV. 1345 року зумів захопити Фессалоніки. Деякий час був епархом Константинополя. 1347 року пошлюбив представницю Кілікійської гілки Лузіньянів. ТОго ж року обороняв Верію від сербів, але зрештою вимушений був тікати з фортеці. 1348 року, через рік коли батько став імператором, Мануїлу було надано титул деспота і у володіння Морею на кшталт апанажу. Але вимушений був очолити оборону Константинополя (батька і брата співімператора Матвія не було в столиці) від нападу генуезців з Галати.
Вступив у володіння 1349 року. Спочатку придушив опозицію місцевої знаті (архонтів), зміцнивши свою владу. Намагався створити власний флот, з яким планував охороняти узбережжі від піратів з малоазійських бейліків та підкорити увесь півострів Пелопоннес. Гроші вирішив зібрати з місцевої знаті. Втім Лампудіос, якому доручено було збір, замість цього став змовлятися про загальне повстання проти деспота. Мануїл Кантакузин з 300 візантійцями та невеличким загоном албанців завдав поразки повсталим, стративши Лампудіоса, що потрапив у полон.
У 1352 році імператор Іоанн V зробив спробу змістити Мануїла Кантакузина з посади деспота Мореї і призначив замість нього Михайла та Андрія Асенів, яких підтримала вся місцева знать. Всі фортеці відпали від Мануїла, за винятком Містри. Упертий опір Мануїла призвів до того, що брати Асени 1354 року змушені були відмовитися від наміру підпорядкувати його, а Іоанн V надалі визнав його титул та владу. 1359 року спільно з венеційцями, госпітальєрами та Готьє де Лором, байлії Ахейського князівства, завдав поразки у битві біля Мегари піратському флоту з бейліку Айдин.
Мануїл налагодив мирні відносини з Робертом, князем Ахеї і Таренту, і забезпечив тривалий період економічного піднесення в своїх володіннях. Греко-латинське співробітництво стало основою укладення військового союзу для захисту Мореї від набігів османського султана Мурада I у 1360-х роках. Мануїл Кантакузин заохочував переселення албанців на малолюдні землі Морєї для розширення економічних і військових ресурсів своєї держави.
У 1361 році до нього з Константинополя прибули батько і брат Матвій. 1364 року після смерті ахейського князя Роберта вирішив підтримати претендента Гуго де Лузіньяна проти князя Філіпа III. Боротьба тривала до 1370 року. 1373 року після передачи князівства Джованні I, королеві Неаполю, Мануїл Кантакузин знову вдерся до Ахейї, проте в битві біля Гардікі зазнав поразки від ахейського байлі (намісника) Франческо Сан-Саверіно. За цим замирився з королевою. 1374 року брав участь у перемовинах з Папським престолом щодо укладання унії, але вони завершилися без результату. До того жз 1376 року тут влада фактично перейшла до найманців з Наваррської компанії.
Помер Мануїл Кантакузин 1380 року. Оскільки не мав синів, то владу спадкував брат Матвій.

## Родина
Дружина — Ізабель, донька Костандіна III де Лузіньяна, короля Кілікійської Вірменії
дітей не було